# 戰役修道院

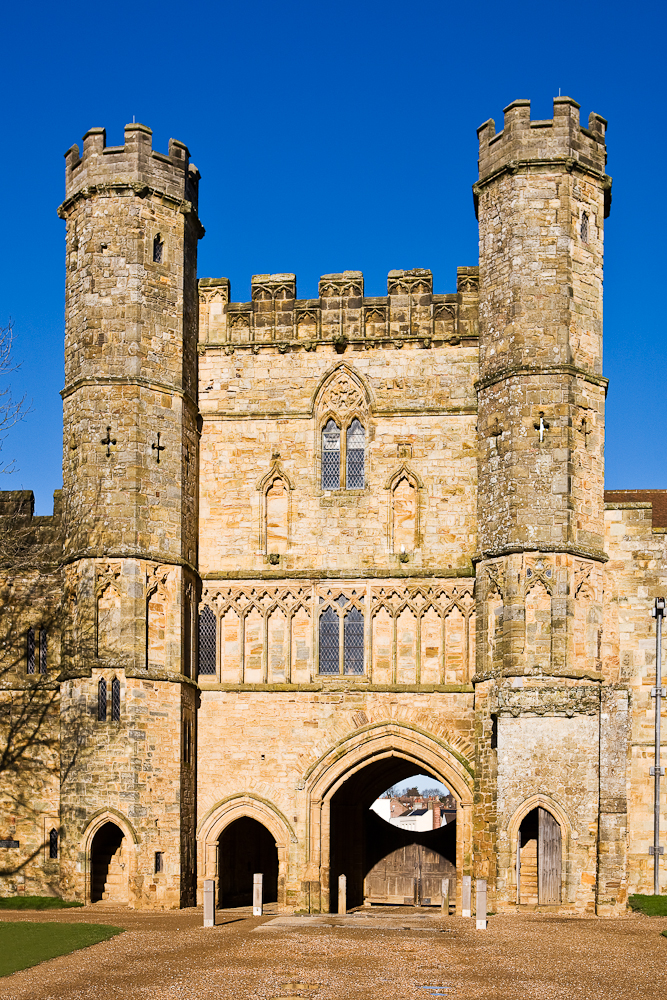
大門

戰役修道院（Battle Abbey）是位於英國巴特爾的一座本篤會修道院遺跡。這座修道院修建在黑斯廷斯之戰的戰場上。在第二次世界大戰時期，加拿大軍隊曾駐紮進入這座建築，並還在這裡設立了女子寄宿學校。現在這裡仍然有一座學校。